# De Jussieuův systém

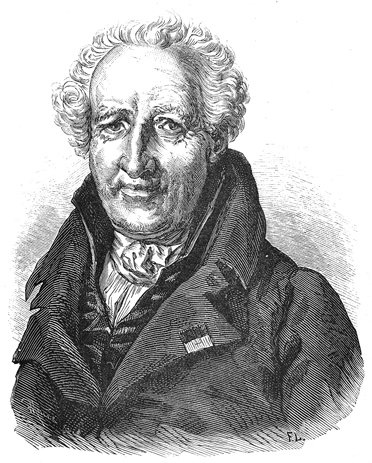
Antoine-Laurent de Jussieu

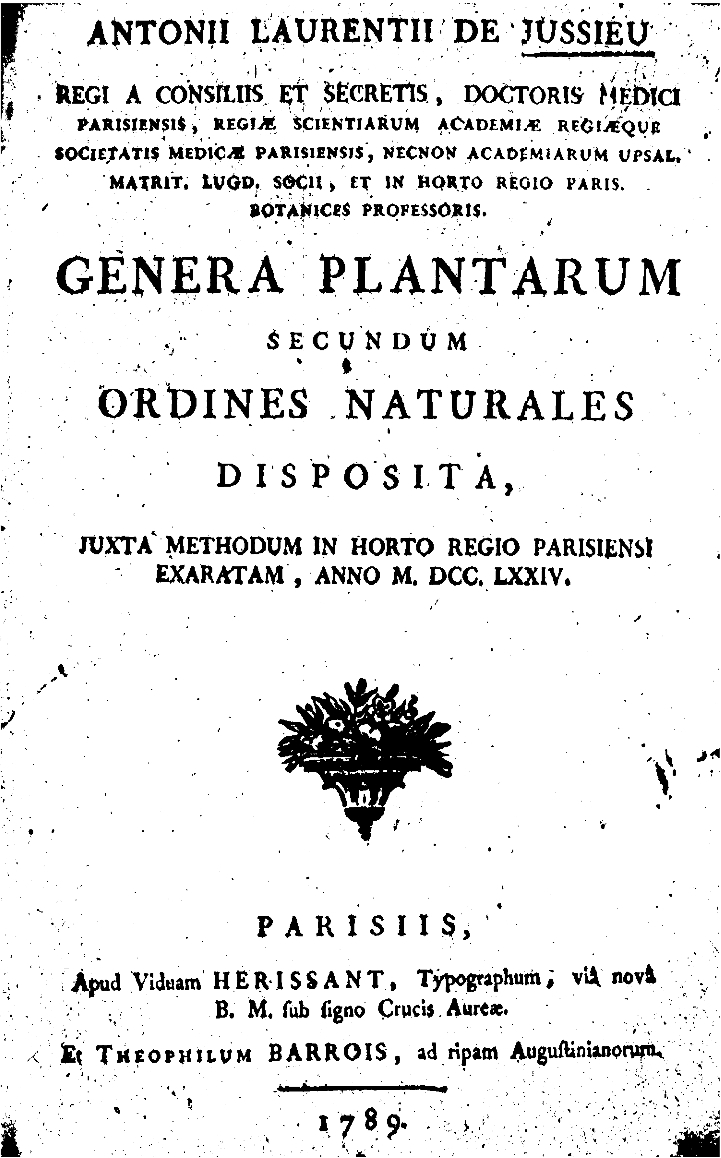
Genera Plantarum, secundum...

De Jussieuův systém je prvním rozsáhlým taxonomickým systémem rostlin. Systém publikoval v roce 1789 Antoine Laurent de Jussieu v knize Genera Plantarum, secundum ordines naturales disposita juxta methodum in Horto Regio Parisiensi exaratam (někdy se název díla zkracuje na "Genera Plantarum").
Systém je v současnosti sice už dávno překonán, ale mnohé důležité základy tohoto systému se používají i v moderních systémech. V 18. století ještě nebyl vytvořen Mezinárodní kód botanické nomenklatury, proto tento starý systém má některá pravidla, na která dnes už nejsme zvyklí. Například termín "ordo" znamená ve skutečnosti čeleď, nikoliv řád v dnešním smyslu. Mnohé čeledi uveřejněné v tomto díle se používají dodnes, pouze se upravilo jméno čeledi podle pozdějších pravidel nomenklatury. Např. Cyperoidae bylo upraveno na Cyperaceae Juss. a bylo v této podobě konzervováno. Podobně u dalších čeledí.
De Jussieu řadí rostliny systematicky podle mnoha znaků. Rozděluje je na bezděložné, kam řadí houby, řasy, játrovky, mechy, kapradiny, cykasy, dále rozlišuje jednoděložné a dvouděložné. Dvouděložné dále dělí podle toho, zda mají či nemají korunu a pokud mají, tak zda mají korunní lístky volné a srostlé, také klade důraz na znak, zda má rostlina květy oboupohlavné nebo jednopohlavné. Zajímavostí je zařazení jehličnanů mezi dvouděložné rostliny. 

## Systém

### Acotyledones
- I. Acotyledones (bezlodyžné)
Classe 1.
Ordo 1. Fungi
Genus: Mucor, Lycoperdon, Tuber, Clathrus, Phalus, Boletus, Helvella, Peziza, Cantharellus, Amanita, Suillus, Hydnum, Agaricus, Merulius, Auricularia, Hericius, Clavaria.
Ordo 2. Algae
Genus: Byssus, Conferva, Tremella, Ulva, Fucus, Cyathus, Hypoxylum, Sphaeria, Lichen.
Ordo 3. Hepaticae
Genus: Riccia, Blasia, Anthoceros, Targionia, Jungermannia, Marchantia.
Ordo 4. Musci
Genus: Splachnum, Polytrichum, Mnium, Hypnum, Fontinalis, Bryum, Phascum, Buxbaumia, Sphagnum, Porella, Lycopodium.
Ordo 5. Filices
Genus: Ophioglossum, Onoclea, Osmunda, Acrostichum, Polypodium, Asplenium, Hemionitis, Elechnum, Lonchitis, Pteris, Myriotheca, Adiantum, Darea, Trichomanes, Zamia, Cycas, Pilularia, Lemma, Salvinia, Oetes, Quisetum.
Ordo 6. Naiades
Genus: Hippuris, Chara, Ceratophyllum, Myriophyllum, Naias, Saururus, Aponogeton, Potamogeton, Ruppia, Zanichellia, Callitriche, Lenticula.

### Monocotyledones
- II. Monocotyledones (jednoděložné)
Classe 2.
Ordo 7. Aroideae
Genus: Ambrosinia, Zostera, Arum, Calla, Dracontium, Pothos, Houttuynia, Orontium, Acorus.
Ordo 8. Typhae
Genus: Typha, Sparganium.
Ordo 9. Cyperoideae
Genus: Carex, Fuirena, Schaenus, Gahnia, Eriophorum, Scirpus, Thryocephalum, Killingia, Mapania, Chrysitrix.
Ordo 10. Gramineae
Genus: Cinna, Anthoxanthum, Bobartia, Aristida, Alopecurus, Phleum, Phalaris, Paspalum, Digitaria, Panicum, Milium, Agrostis, Stipa, Lagurus, Saccharum, Holcus, Andropogon, Anthistiria, Spinifex, Ischaemum, Tripsacum, Cenchrus, Aegilops, Rottbollia, Aira, Melica, Dactylis, Sesleria, Cynosurus, Lolium, Elymus, Hordeum, Triticum, Secale, Bromus, Festuca, Poa, Uniola, Briza, Avena, Arundo, Oryza, Erharta, Zizania, Uziola, Ardus, Ygeum, Apluda, Zea, Pharus, Olyra, Cornucopiae, Coix, Manisuris, Pommereulla, Remirea, Nastus, Pariana e outros.
Classe 3.
Ordo 11. Palmae
Genus: Calamus, Phaenix, Areca, Elate, Cocos, Elais, Caryota, Nipa, Corypha, Licuala, Latania, Lontarus, Chamaerops, Mauritia.
Ordo 12. Asparagi
Genus: Dracaena, Dianella, Hipogonum, Flagellaria, Asparagus, Callixene, Philesia, Medeola, Trillium, Paris, Convallaria, Ruscus, Smilax, Dioscorea, Tamnus, Rajania.
Ordo 13. Junci
Genus: Eriocaulum, Restio, Xyris, Aphyllantes, Juncus, Rapatea, Pollia, Callisia, Commelina, Tradescantia, Butomus, Damasonium, Alisma, Sagittaria, Cabomba, Scheuchzeria, Triglochin, Arthecium, Elonias, Veratrum, Colchicum.
Ordo 14. Lilia
Genus: Tulipa, Erythronium, Methonica, Uvularia, Fritillaria, Lialis.
Ordo 15. Bromeliae
Genus: Burmannia, Tillandsia, Xerophyta, Bromelia, Agave.
Ordo 16. Asphodeli
Genus: Aletris, Aloe, Anthericum, Phalangium, Asphodelus, Basilaea, Hyacinthus, Phormium, Massonia, Cyanella, Albuca, Scilla, Ornithogalum, Allium.
Ordo 17. Narcissi
Genus: Gethyllis, Bulbocodium, Hemerocallis, Crinum, Tulbagia, Haemanthus, Amaryllis, Pancratium, Narcissus, Leucoium, Galanthus, Hypoxis, Pontederia, Polianthes, Alstroemeria, Tacca.
Ordo 18. Irides
Genus: Galaxia, Sisyrinchium, Tigridia, Ferraria, Iris, Moraea, Ixia, Cipura, Watsonia, Gladiolus, Antholysa, Witsenia, Tapeinia, Crocus, Xiphidium, Wachendorfia, Dilatris, Argolasia.
Classe 4.
Ordo 19. Musae
Genus: Musa, Heliconia, Ravenala.
Ordo 20. Cannae
Genus: Catimbium, Canna, Globba, Myrosma, Amomum, Costus, Alpinia, Maranta, Thalia, Curcuma, Kaempferia.
Ordo 21. Orchideae
Genus: Orchis, Satyrium, Ophrys, Serapias, Limodorum, Thelymitra, Disa, Cypripedium, Bipinnula, Arethusa, Fogonia, Epidendrum, Vanilla.
Ordo 22. Hydrocharides
Genus: Vallisneria, Stratiotes, Hydrocharis, Nynphaea, Nelumbium, Trapa, Proserpinaca, Pistia.

### Dicotyledones
- III. Dicotyledones (dvouděložné)
A. Monoclinae (jednodomé, květy oboupohlavné)
a) Apetalae (bezkorunné)
Classe 5.
Ordo 23. Aristolochiae
Genus: Aristolochia, Asarum, Cytinus.
Classe 6.
Ordo 24. Elaeagni
Genus: Thesium, Quinchamalium, Osyris, Fusanus, Hippophae, Elaeagnus, Nyssa, Conocarpus, Bucida, Terminalia, Chuncoa, Pamea, Tanibouca.
Ordo 25. Thymelaeae
Genus: Dirca, Lagetta, Daphne, Passerina, Stellera, Struthiola, Lachnea, Dais, Gnidia, Nectandra, Quisqualis.
Ordo 26. Proteae
Genus: Protea, Banksia, Roupala, Brabeium, Embothrium.
Ordo 27. Lauri
Genus: Laurus, Ocotea, Ajovea, Myristica, Virola, Hernandia.
Ordo 28. Polygoneae
Genus: Coccoloba, Atraphaxis, Polygonum, Rumex, Rheum, Triplaris, Calligonum, Pallasia, Koenigia.
Ordo 29. Atripleces
Genus: Phytolacca, Rivinia, Salvadora, Bosea, Petiveria, Polycnemum, Camphorosma, Galenia, Basella, Anredera, Anabasis, Caroxylum, Salsola, Spinacia, Acnida, Beta, Chenopodium, Atriplex, Crucita, Axyris, Blitum, Ceratocarpus, Salicornia, Coryspermum.
Classe 7.
Ordo 30. Amaranthi
Genus: Amaranthus, Celosia, Aerua, Digera, Iresine, Achyranthes, Gomphrena, Illecebrum, Paronychia, Herniaria.
Ordo 31. Plantagines
Genus: Psyllium, Plantago, Littorella.
Ordo 32. Nyctagines
Genus: Nyctago, Boerhaavia, Pisonia, Buginvillaea.
Ordo 33. Plumbagines
Genus: Plumbago, Statice.
b) Monopetalae (srostloplátečné, korunní lístky srostlé)
Classe 8.
Ordo 34. Lysimachiae
Genus: Centunculus, Anagallis, Lysimachia, Hottonia, Coris, Sheffieldia, Limosella, Trientalis, Aretia, Androsace, Primula, Cortusa, Soldanella, Dodecatheon, Cyclamen, Globularia, Conobea, Tozzia, Samolus, Utricularia, Pinguicula, Menyanthes.
Ordo 35. Pediculares
Genus: Polygala, Veronica, Sibthorpia, Disandra, Ourisia, Piripea, Erinus, Manulea, Castilleia, Euphrasia, Buchnera, Bartsia, Pedicularis, Rhinananthus, Melampyrum, Hyobanche, Obolaria,  Orobanche, Lathraea.
Ordo 36. Acanthi
Genus: Acanthus, Dilivaria, Blepharis, Thumbergia, Barleria, Ruellia, Justicia, Dianthera.
Ordo 37. Jasmineae
Genus: Nyctanthes, Lilac, Hebe, Fraxinus, Chionanthus, Olea, Phyllirea, Mogorium, Jasminum, Ligustrum.
Ordo 38. Vitices
Genus: Clerodendrum, Volkameria, Aegiphila, Vitex, Callicarpa, Manabea, Premna, Petitia, Cornutia, Gmelina, Theca, Avicennia, Petraea, Citharexilum, Duranta, Verbena, Eranthemum, Selago, Hebenstretia, etc.
Ordo 39. Labiatae
Genus: Lycopus, Amethystea, Cunila, Ziziphora, Monarda, Rosmarinus, Salvia, Colinsonia, Bugula, Teucrium, Satureia, Nepeta, Lavandula, Mentha, Lamium, Galeopsis, Betonica, Stachys, Ballota,  Marribium, Leonurus, Phlomis, Molucella, Origanum, Clinopodium, Thymus, Dracocephalum, Horminum, Mellitis, Germanea, Ocimum, Trichostema, Brunella Scutellaria, etc.
Ordo 40. Scrophulariae
Genus: Buddleia, Scoparia, Russelia, Capraria, Stemodia, Halleria, Galvezia, Achimenes, Scrophularia, Matourea, Dodartia, Gerardia, Cymbaria, Linaria, Antirrhinum, Hemimeris, Digitalis, Paederota, Calceolaria, Baea, Columnea, Besleria, Cyrtandra, Gratiola, Torenia, Vandellia, Lindernia, Mimulus, Polypremum, Montira, Chwalbea, Schwenkia, Browallia.
Ordo 41. Solaneae
Genus: Celsia, Verbascum, Hyoscyamus, Nicotiana, Datura, Triguera, Jaborosa, Mandragora, Atropa, Nicandra, Physalis, Aquartia, Solanum, Capsicum, Lycium, Cestrum, Bontia, Brunfelsia, Crescentia.
Ordo 42. Borragineae (Boragineae)
Genus: Patagonula, Cordia, Ehretia, Menais, Arronia, Ournefortia, Hydrophillum, Phacelia, Ellisia, Dichondra, Messerschmidia, Cerinthe, Coldenia, Heliotropium, Echium, Lithospermum, Pulmonaria, Onosma, Symphytum, Lycopsis, Myosotis, Anchusa, Borrago, Asperugo, Cynoglossum, Nolana, Siphonanthus, Falkia.
Ordo 43. Convolvuli
Genus: Maripa, Mouroucoa, Retzia, Convolvulus, Ipomaea, Evolvulus, Nama, Hydrolea, Sagonea, Cressa, Cuscuta, Diapensia, Loeselia.
Ordo 44. Polemonia
Genus: Phlox, Polemonium, Cantua, Hoitzia.
Ordo 45. Bignoniae
Genus: Chelone, Sesamum, Incarvillea, Millingtonia, Jacaranda, Catalpa, Tecoma, Bignonia, Tourretia, Martynia, Craniolaria, Pedalium.
Ordo 46. Gentianae
Genus: Gentiana, Vohiria, Coutoubea, Swertia, Chlora, Exacum, Lisianthus, Tachia, Chironia, Nigrina, Spigelia, Ophiorrhiza, Potalia.
Ordo 47. Apocineae
Genus: Vinca, Matelea, Ochrosia, Tabernaemontana, Cameraria, Plumeria, Nerium, Echites, Ceropegia, Pergularia, Stapelia, Periploca, Apocinum, Cynanchum, Asclepias, Ambelania, Pacouria, Allamanda, Melodinus, Gynopogon, Raulvolfia, Ophioxylon, Cerbera, Carissa, Strychnos, Theophrasta, Anasser, Fagraea, Gelsemium.
Ordo 48. Sapoteae
Genus: Jacquinia, Manglilla, Sideroxilum, Bassia, Mimusops, Imbricaria, Chrysophyllum, Lucuma, Achras, Myrsine, Inocarpus, Olax, Leea.
Classe 9. Corola perigínica (quando a corola se insere à volta do nível do ovário)
Ordo 49. Guaiacanae
Genus: Diospyros, Royena, Pouteria, Styrax, Halesia, Alstonia, Symplocos, Ciponima, Paralea, Hopea.
Ordo 50. Rhododendra
Genus: Kalmia, Rhododendrum, Azalea, Rhodora, Ledum, Befaria, Itea.
Ordo 51. Ericae
Genus: Cyrilla, Blaeria, Erica, Andromeda, Arbutus, Clethra, Pyrola, Epigaea, Epacris, Gaultheria, Brossaea, Argophyllum, Vaccinium, Empetrum, Hudsonia.
Ordo 52. Campanulaceae
Genus: Ceratostema, Forgesia, Mindium, Canarina, Campanula, Trachelium, Roella, Gesneria, Cyphia, Scaevola, Phyteuma, Lobelia.
Classe 10.
Ordo 53. Cichoraceae
Genus: Lampsana, Rhagadiolus, Prenanthes, Chondrilla, Lactuca, Sonchus, Hieracium, Crepis, Drepania, Hedypnois, Hyoseris, Taraxacum, Leontodon, Picris, Helmintia, Scorzonera, Tragopogon, Urospermum, Geropogon, Hypochaeris, etc.
Ordo 54. Cinarocephalae
Genus: Atractulis, Cnicus, Carthamus, Carlina, Arctium, Carduus, Crocodilium, Calcitrapa, Seridia, Jacea, Cyanus, Zoegea, Rhaponticum, Centaurea, Pacourina, Serratula, Pteronia, Staehelina, Jungia, Nassauvia, Gundelia, Echinops, Corymbium, Sphaeranthus, etc.
Ordo 55. Corymbiferae
Genus: Kuhnia, Cacalia, Eupatorium, Ageratum, Elephantopus, Chuquiraga, Mutisia, Barnadesia, Xeranthemum, Gnaphalium, Filago, Leysera, Shawia, Seriphium, Staebe, Conyza, Baccharis, Chrysocoma, Erigeron, Aster, Inula, Tussilago, Senesio, Tagetes, Doronicum, Calendula, Chrysanthemum, Pectis, Bellium, Arnica, Gorteria, Matricaria, Bellis, Cotula, Adenostemma, Struchium, Grangea, Ethulia, Carpesium, Hippia, Tanacetum, Artemisia, Tarchonanthus, Calea, Athanasia, Micropus, Santolina, Anacyclus, Anthemis, Achillea, Eriocephalus, Buphtalmum, Osmites, Encelia, Sclerocarpus, Unxia, Flaveria, Milleria, Sigesbeckia, Polymnia, Baltimora, Eclipta, Spilanthus, Bidens, Verbesina, Coreopsis, Zinnia, Ballieria, Silphium, Melampodium, Chrysogonum, Helianthus, Helenium, Rudbeckia, Tithonia, Galardia, Wedelia, Oedera, Agriphyllum, Arctotis, Tridax, Amellus, Pardisium, Ceruana, Iva,  Clibadium, Parthenium, Ambrosia, Xanthium, Nephelium, etc.
Classe 11.
Ordo 56. Dipsaceae
Genus: Morina, Dipsacus, Scabiosa, Knautia, Allionia, Valeriana, etc.
Ordo 57. Rubiaceae
Genus: Sherardia, Asperula, Gallium, Crucianella, Valantia, Rubia, Anthospermum, Houstonia, Knoxia, Spermacoce, Diodia, Galopina, Richardia, Phyllis, Hedyotis, Oldenlandia, Carphalea, Coccocipsilum, Gomozia, Petesia, Catesbaea, Portalandia, Bellonia, Virecta, Macrocnemum, Bertiera, Dentella, Mussaenda, Cinchona, Tocoyena, Posoqueria, Rondeletia, Genipa, Gardenia, Coutarea, Hillia, Duroia, Chomelia, Pavetta, Ixora, Coussarea, Malanea, Antirhea, Chimarrhis, Chiococca, Psychotria, Coffea, Canthium, Erithalis, Laugeria, Guettarda, Psathura, Myonima, Pyrostria, Vangueria, Mathiola,  Mitchella, Canephora, Patabea, Evea, Tapogomea, Morinda, Nauclea, Cephalanthus, Serissa, Pagamea, Faramea, Hydrophylax, etc.
Ordo 58. Caprifolia
Genus: Triosteum, Symphocarpos, Diervilla, Xylosteum, Caprifolium, Hortensia, Sambucus, Cornus, Hedera, etc.
c) Polypetalae (volnoplátečné, korunní lístky nejsou srostlé)
Classe 12.
Ordo 59. Araliae
Genus: Gastonia, Polyscias, Aralia, Cussonia, Panax.
Ordo 60. Umbelliferae
Genus: Aegopodium, Tapsia, Seseli, Imperatoria, Chaerophyllum, Scandix, Coriandrum, Cutaria, Ammi, Daucus, Caucalis, Tordylium, Hasselquistia, Artedia, Buplevrum, Eryngium, Bolax, Hydrocotyle, Azorella, Lagoecia, Heracleum, Peucedamum, Drusa, Mulinum, Selinum, Angelica, Laserpitum, etc.
Classe 13.
Ordo 61. Ranunculaceae
Genus: Clematis, Atragene, Thalictrum, Hydrastis, Anemone, Hamadryas, Adonis, Ranunculus, Ficaria, Myosurus, Trollius, Helleborus, Isopyrum, Nigella, Garidella, Aquilegia, Delphinium, Aconitum, Caltha, Paeonia, Zanthorhiza, Cimicifuga, Actaea, Podophyllum.
Ordo 62. Papaveraceae
Genus: Sanguinaria, Argemone, Papaver, Glaucium, Chelidonium, Bocconia, Hypecoum, Fumaria.
Ordo 63. Cruciferae
Genus: Raphanus, Sinapis, Brassica, Turritis, Arabis, Hesperis, Heliophila, Cheiranthus, Erysimum, Sisymbrium, Dentaria, Clypeola, Alyssum, Subularia, Draba, Cochlearia, Iberis, Crambe, Isatis, etc.
Ordo 64. Capparides
Genus: Cleome, Cadaba, Capparis, Sodada, Crateva, Morisonia, Durio, Marcgravia, Norantea, Reseda, Drosera, Parnassia, etc.
Ordo 65. Sapindi
Genus: Cardiospermum, Paullinia, Sapindus, Talisia, Aporetica, Schmidelia, Ornitrophe, Euphoria, Melicocca, Toulicia, Trigonis, Molinaea, Cossignia, Matayba, Enourea, Cupania, Pekea.
Ordo 66. Acera
Genus: Aesculus, Acer, Hippocratea, Thryallis.
Ordo 67. Malpighiae
Genus: Banisteria, Triopteris, Malpighia, Trigonia, Erythroxylum.
Ordo 68. Hyperica
Genus: Ascyrum, Brathys, Hypericum.
Ordo 69. Guttiferae
Genus: Mesua, Rheedia, Calophyllum, Vateria, Elaeocarpus, Allophyllus, Vatica, etc.
Ordo 70. Aurantia
Genus: Ximenia, Heisteria, Fissilia, Chalcas, Bergera, Citrus, Limonia, Ternstromia, Tonabea, Thea, Camellia, etc.
Ordo 71. Meliae
Genus: Winterania, Symphonia, Tinus, Geruma, Aytonia, Quivisia, Turraea, Ticorea, Sandoricum, Portesia, Trichilia, Elcaja, Guarea, Ekebergia, Melia, Aquilicia, Swietenia, Cedrela.
Ordo 72. Vites
Genus: Cissus, Vitis.
Ordo 73. Gerania
Genus: Geranium, Eolum, Balsamina, Oxalis.
Ordo 74. Malvaceae
Genus: Palava, Malope, Malva, Althaea, Lavatera, Malachra, Pavonia, Urena, Napaea, Sida, Anoda, Laguna, Solandra, Hibiscus, Malvaviscus, Gossypium, Senra, Fugosia, Plagianthus, Quararibea, Melochia, Malachodendrum, Gordonia, Hugonia, Bombax, Adansonia, Pentapetes,  Theobroma, Abroma, Quazuma, Melhania, Dombeya, Assonia, Byttneria, Ayenia, Kleinhovia, Helicteres, Sterculia, Pachira, etc
Ordo 75. Magnoliae
Genus: Euryandra, Drymis, Illicium, Michelia, Magnolia, Talauma, Liriodendrum, Mayna, Dillenia, Curatella, Ochna, Quassia.
Ordo 76. Anonae
Genus: Anona, Unona, Uvaria, Cananga, Xilopia.
Ordo 77. Menisperma
Genus: Cissampelos, Menispermum, Leaeba, Epibaterium, Abuta.
Ordo 78. Berberides
Genus: Berberis, Leontice, Epimedidium, Rinorea, Conoria, Riana, Corynocarpus, Barreria, Poaraqueiba, Hamamelis, Othera, Rapanea, etc.
Ordo 79. Tiliaceae
Genus: Walteria, Hermannia, Mahernia, Antichorus, Corchorus, Heliocarpos, Triumfetta, Sparmannia, Sloanea, Apeiba, Muntingia, Flacurtia, Oncoba, Stewartia, Grewia, Tilia, Bixa, Laetia, Banara.
Ordo 80. Cisti
Genus: Cistus, Helianthemum, Viola, Piriqueta, Piparea, Tachibota.
Ordo 81. Rutaceae
Genus: Tribulus, Fagonia, Zygophyllum, Guaiacum, Ruta, Peganum, Dictamnus, Melianthus, Diosma,  Emplevrum, Aruba.
Ordo 82. Caryiphylleae
Genus: Ortegia, Loeflingia, Holosteum, Polycarpon, Donatia, Mollugo, Minuartia, Queria, Bufonia, Sagina, Alcine, Pharnaceum, Moerhingia, Elatine, Bergia, Spergula, Cerastium, Cherleria, Arenaria, Stellaria, Gypsophila, Saponaria, Dianthus, Silene, Cucubalus, Lychnis, Agrostemma, Velezia, Drypis, Sarothra, Rotala, Frankenia, Linum, Lechea.
Classe 14.
Ordo 83. Sempervivae
Genus: Tillaea, Crassula, Cotyledon, Rhodiola, Sedum, Sempervivum, Septas, Pentherum.
Ordo 84. Saxigrafae
Genus: Heuchera, Saxifraga, Tiarella, Mitella, Chrysosplenium, Adoxa, Weinmannia, Cunonia, Hydrangea.
Ordo 85. Cacti
Genus: Ribes, Cactus.
Ordo 86. Portulaceae
Genus: Portulaga, Talinum, Turnera, Bacopa, Montia, Rokejeka, Tamarix, Telephium, Corrigiola, Scleranthus, Gymnocarpus, Trianthema, Limeum, Claytonia, Gisekia.
Ordo 87. Ficoideae
Genus: Reaumuria, Nitraria, Sesuvium, Aizoon, Glinus, Orygia, Mesembryanthemum, Tetragonia.
Ordo 88. Onagrae
Genus: Mocanera, Vahlia, Cercodea, Montinia, Serpicula, Circaea, Ludwigia, Jussiaea, Oenothera, Epilobium, Gaura, Cacoucia, Combretum, Guiera, Fuchsia, Mouriria, Ophira, Baeckea, Memecylon, Jambolifera, Escallonia, Sirium, Santalum, Mentzelia, Loasa.
Ordo 89. Myrti
Genus: Alangium, Dodecas, Melaleuca, Leptospermum, Guapurium, Psidium, Myrtus, Eugenia, Caryophyllus, Decumaria, Punica, Philadelphus, Sonneratia, Faetidea, Catinga, Butonica, Stravadium, Pirigara, Couroupita, Lecythis.
Ordo 90. Melastomae
Genus: Blakea, Melastoma, Tristemma, Topobea, Tibouchina, Mayeta, Tococa, Osbeckia, Rhexia.
Ordo 91. Salicariae
Genus: Lagerstromia, Munchausia, Pemphis, Ginoria, Grislea, Lausonia, Crenea, Lythrum, Acisanthera, Parsonsia,  Cuphea, Isnardia, Ammannia, Glaux, Peplis.
Ordo 92. Rosaceae
Genus: Malus, Pyrus, Cydonia, Mespilus, Crataegus, Sorbus, Rosa, Poterium, Sanguisorba, Ancistrum, Acaena, Agrimonia, Nevrada, Cliffortia, Aphanes, Alchimilla, Sibbaldia, Tormentilla, Potentilla, Fragaria, Comarum, Geum), Dryas, Rubus, Spiraea, Suriana, Tetracera, Tigarea, Delima, Acioa, Parinarium, Plinia, Calycanthus, Ludia, Blakwellia, Homalium, Napimoga.
Ordo 93. Leguminosae
Genus: Mimosa, Gleditsia, Gymnocladus, Ontea, Ceratonia, Tamarindus, Parkinsonia, Schotia, Guilandina, Taralea, Parivoa, Vouapa, Cynometra, Hymenaea, Bauhinia, Palovea, Cersis, Possira, Anagyris, Sophora, Mullera, Coublandia, Ulex, Aspalathus, Borbonia, Liparia, Genista, Cytisus, Crotalaria, Lupinus, Ononis, Arachis, Anthyllis, Dalea, Psoralea, Trifolium, Melilotus, Medicago, Trigonella, Lotus, Dolichos, Phaseolus, Erythrina, Clitoria, Glycine, Abrus, Amorpha, Caragana, Astragalus, Biserulla, Colutea, Glycyrriza, Galega, Indigofera, Lathirus, Pisum, Orobus, Vicia, Faba, Ervum, Cicer, Scorpiurus, Ornithopus, Hippocrepis, Coronilla, Hedysarum, Aeschynomene, Diphysa, Dalbergia, Amerimnon, Galedupa, Andira, Geoffraea, Deguelia, Nissolia, Coumarouna, Acouroa, Pterocarpus, Apalatoa, Detarium, Copaifera, Myrospermum, Securidaca, Brownaea, Zygia, Arouna.
Ordo 94. Terebintaceae
Genus: Cassuvium, Anacardium, Mangifera, Connarus, Rhus, Rourea, Cneorum, Rumphia, Comocladia, Canarium, Icica, Amyris, Scopolia, Schinus, Spathelia, Therebinthus, Bursera, Toluifera, Tapiria, Poupartia, Spondias, Simaba, Ayalantus, Brucea.
Ordo 95. Rhamni
Genus: Staphylea, Evonymus, Polycardia, Celastrus, Myginda, Goupia, Rubentia,  Cassine, Schrebera, Ilex, Prinos, Mayepea, Samara, Rhamnus, Ziziphus, Paliurus, Colletia, Ceanothus, Hovenia, Phylica, Brunia, Bumalda, Gouania, Plectronia, Carpodetus, Aucuba, Votomita.
B. Diclinae (květy jednopohlavné)
Classe 15.
Ordo 96. Euphorbiae
Genus: Mercuriales, Euphorbia, Argythamnia, Cicca, Phyllanthus, Xylophylla, Kirganelia, Kiggellaria, Clutia, Andrachne, Agyneja, Buxus, Securinega, Adelia, Mabea, Ricinus, Jatropha, Dryandra, Aleurites, Croton, Acalypha, Caturus, Excaecaria, Tragia, Sttilingia, Sapium, Hippomane, Maprounea, Sechium, Hura, Omphalea, Plukenetia, Dalechampia.
Ordo 97. Cucurbitaceae
Genus: Gronovia, Sycios,Bryonia, Elaterium, Melothria, Anguria, Momordica, Cucumis, Cucurbita, Trichosanthes, Ceratosanthes, Fevillea, Zanonia, Passiflora, Murucuia, Tacsonia, Papaya.
Ordo 98. Urticae
Genus: Ficus, Ambora, Dorstenia, Hedycaria, Perebea, Cecropia, Artocarpus, Morus, Elatostema, Boehmeria, Procris, Urtiga, Forskaalea, Parietaria, Ptranthus, Humulus, Cannabis, Theligonum, Gunnera, Misandra, Piper, etc.
Ordo 99. Amentaceae
Genus: Fhotergilla, Ulmus, Celtis, Salix, Populus, Myrica, Betula, Carpinus, Fagus, Quercus, Corylus, Liquidambar, Platanus.
Ordo 100. Coniferae
Genus: Ephedra, Casuarina, Taxus, Uniperus, Cupressus, Thuya, Araucaria, Pinus, Abies.

### Incertae sedis
A) Monopetalae. (srostloplátečné, korunní lístky srostlé)
Genus: Willichia, Maba, Stilbe, Amasonia, Simbuleta, Galipaea, Mescharia, Penaea, Eriphia, Tarpura, Baslovia, Geniostoma, Galax, Badula, Doraena, Porana, Moutabea, Ropourea, Weigela, Bladhia, Lerchea, Raputia, Monniera, Saraca, Codon, Ceodes, Phyllachne, Forstera, Chloranthus, Pongatium.
B) Polypetalae. (volnoplátečné, korunní lístky volné)
Genus: Qualea, Vochisia, Dialium, Salacia, Gevuina, Orixa, Skimmia, Krameria, Dobera, Azima, Melicytus, Pennantia, Ruyschia, Souroubea, Commersonia, Aldrovanda, Schefflera, Lindera, Soulamea, Nandina, Melicope, Sassia, Margaritaria, Clausena, Barbylus, Codia, Monotropa, Dionaea, Hippomanica, Ouratea, Crinodendrum, Deutzia, Agathophyllum, Calinea, Caraipa, Vantanea, Touroulia, Vallea, Mahurea, Houmiria, Trilix, Sarracenia, Caryocar, Temus, Aphyteia, Tontelea, Strumpfia, Adenia, Begonia.
C) Apetalae hermafrodita. (bezkorunné oboupohlavné)
Genus: Meborea, Cometes, Amanoa, Capura, Scopolia, Aniba, Plegorhiza, Anavinga, Aquilaria, Samyda, Cassytha, Tomex, Tounatea, Seguieria, Maerua, Ablania, Mourera, Coriaria, Mniarum, Catonia, Gonocarpus,  Linconia, Trewia.
D) Apetalae diclinae. (bezkorunné, květy jednopohlavné)
Genus: Ascarina, Glochidion, Meryta, Trophis, Batis, Antidesma, Tonina, Siparuna, Myroxylon, Nephentes, Quillaja, Pandanus, Balanophora, Cynomorium, Datisca.